# Camponotus anguliceps
Camponotus anguliceps é uma espécie de inseto do gênero Camponotus, pertencente à família Formicidae.